# Nettapus
Nettapus Boddaert, 1783 è un genere di piccole anatre, proprie dei tropici del Vecchio Mondo. Sono gli Anseriformi più piccoli in natura.

## Tassonomia
Il genere Nettapus comprende le seguenti specie:
- Nettapus auritus (Boddaert, 1783) - oca pigmea africana
- Nettapus coromandelianus (Gmelin, JF, 1789) - oca pigmea asiatica
- Nettapus pulchellus Gould, 1842 - oca pigmea verde

## Biologia
Vivono nei corsi d'acqua dolce dove si nutrono di semi, specialmente di quelli delle ninfee.
Costruiscono il nido nelle cavità degli alberi.